# Rio Bravo (Kalifornia)
Rio Bravo – obszar niemunicypalny w hrabstwie Kern, w Kalifornii (Stany Zjednoczone), na wysokości 97 m.